# 武川正敏
武川 正敏（むかわ まさとし、1979年7月11日 - ）は、日本の元ラグビー選手。2024年現在ジャパンラグビーリーグワンリコーブラックラムズ東京のアカデミーヘッドコーチを務めている。

## プロフィール
- 山梨県出身[1]。
- ポジションはスタンドオフ(SO)、センター(CTB)。
- 身長 173cm、体重 80kg
- 関東代表に選ばれたことがある[2]。
- 日本選抜に選ばれたことがある。

## 略歴
1998年、日川高校卒業後、早稲田大学に入る。
2002年、早稲田大学卒業後、リコー（現・リコーブラックラムズ東京）に加入。
2010年、現役を引退した。
2011年、ワセダクラブ コーチ就任。
2012年、早稲田大学ラグビー蹴球部 コーチ就任。
2013年、リコーブラックラムズ コーチ就任。
2019年、早稲田大学ラグビー蹴球部 ヘッドコーチ就任。16度目の大学日本一へ貢献する。
現在、リコーブラックラムズ東京が運営するアカデミーのヘッドコーチを務める。